# الإسلام ومستقبل التسامح
الإسلام ومستقبل التسامح (بالإنجليزية: Islam and the Future of Tolerance) هو كتابٌ صدر عام 2015م وكان عبارة عن حوار بين الكاتب الأمريكي سام هاريس والناشط السياسي البريطاني ماجد نواز.
الكتاب على هيئة حوار متبادل بين الملحد والناقد للدين هاريس، ونواز المتخصّص في الدراسات الإسلاميّة والناشط السياسي المتحوّل إلى الليبرالية. يناقش هاريس العقيدة الإسلامية وخطورتها بينما يدافع نواز عن الإسلام بحجة أنّ المذاهب الخطيرة قد تمّ تداركها من خلال انتقال العادات أو المعتقدات من جيل إلى جيل. ويضيف نواز بأنّ الإسلام مثله مثل أي دين آخر، فهو يمكن أن يخضع للإصلاح والتقويم وسيجد مكانه في عالم علماني.
الهدف من نشر الكتاب هو تشجيع المحادثات المعقّدة حول الإسلام ’’بدون تعصّب أو رسوم كاريكاتورية ساخرة‘‘. يستكشف الكتاب أيضًا الاختلافات بين دين الإسلام والإيديولوجية الإسلاميّة.